# Adalberts Bubenko
Adalberts Bubenko, né le 16 janvier 1910 à Mõisaküla et mort le 7 juillet 1983 à Toronto, est un athlète letton spécialiste de la marche athlétique.

## Carrière
Lors des Jeux olympiques de 1936 à Berlin, Adalberts Bubenko remporte la médaille de bronze au 50km à pied, derrière le britannique Harold Whitlock et le suisse Arthur Schwab. 

## Palmarès

### Jeux olympiques d'été
- Athlétisme aux Jeux olympiques de 1936 à Berlin, Allemagne
  -  Médaille de bronze sur 50 km marche